# Kabinet-Heemskerk Azn.
Het kabinet-Heemskerk Azn. was een Nederlands kabinet dat regeerde van 1883 tot 1888. Voorzitter van de ministerraad was de Amsterdamse liberaal Jan Heemskerk Azn.

## Politieke kwesties en beleid
Dit conservatief-liberale kabinet wist in 1887 een Grondwetsherziening tot stand te brengen. Deze leidde tot kiesrechtuitbreiding van een kleine groep mannen, met het zogenaamde caoutchouc-artikel, dat vage grenzen aanlegt voor de geschiktheid als kiezer. Tegelijk werden vrouwen nadrukkelijk uitgesloten van het actief en passief kiesrecht, als reactie op een arrest van de Hoge Raad waar een vrouw het kiesrecht werd geweigerd met een juridisch uiterst zwakke argumentatie. Ook opende de herziening de weg voor het oplossen van de zogenaamde onderwijskwestie omdat het ruimte bood scholen subsidie te verlenen. Op andere gebieden, met name op financieel terrein, kon het kabinet niet veel bereiken. Enkele ministers moesten voortijdig het veld ruimen.
In april 1886 diende het kabinet zijn ontslag in, nadat de Tweede Kamer met 43 tegen 42 stemmen het voorstel voor een nieuw Grondwettelijk onderwijsartikel had verworpen. De koning hield het verzoek in beraad. Nadat de antirevolutionair Æneas Mackay jr. weigerde een formatieopdracht te aanvaarden, werd niet het kabinet ontslagen, maar werd de Tweede Kamer door de koning ontbonden. Na de verkiezingen, die liberale winst opleveren, bleef het kabinet aan.

## Ambtsbekleders
| Ambtsbekleders                                    | Ambtsbekleders                                   | Ambtsbekleders                                                   | Ministers / Ministerie | Ministers / Ministerie           | Termijn                                              | Partij                     |
| ------------------------------------------------- | ------------------------------------------------ | ---------------------------------------------------------------- | ---------------------- | -------------------------------- | ---------------------------------------------------- | -------------------------- |
|                                                   | J. (Jan) Heemskerk Azn.                          | mr.dr. J. (Jan) Heemskerk Azn. (1818–1897)                       | Voorzitter             | Voorzitter                       | 23 april 1883 – 21 april 1888                        | O (Conservatief)           |
| Minister                                          | J. (Jan) Heemskerk Azn.                          | mr.dr. J. (Jan) Heemskerk Azn. (1818–1897)                       | Binnenlandse Zaken     |                                  | 23 april 1883 – 21 april 1888                        | O (Conservatief)           |
|                                                   | P.J.A.M. (Joseph) van der Does de Willebois      | jhr.mr. P.J.A.M. (Joseph) van der Does de Willebois (1816–1892)  | Minister               | Buitenlandse Zaken               | 23 april 1883 – 10 augustus 1885 (buitenlandse reis) | RK (Conservatief)          |
|                                                   | M.W. (Marc Willem) baron du Tour van Bellinchave | mr. M.W. (Marc Willem) baron du Tour van Bellinchave (1835–1908) | Minister               | Buitenlandse Zaken               | 10 augustus 1885 – 14 september 1885 (waarnemend)    | O (Conservatief)           |
|                                                   | P.J.A.M. (Joseph) van der Does de Willebois      | jhr.mr. P.J.A.M. (Joseph) van der Does de Willebois (1816–1892)  | Minister               | Buitenlandse Zaken               | 14 september 1885 – 1 november 1885 (afgetreden)     | RK (Conservatief)          |
|                                                   | A.P.C. (Abraham) van Karnebeek                   | jhr.mr. A.P.C. (Abraham) van Karnebeek (1836–1925)               | Minister               | Buitenlandse Zaken               | 1 november 1885 – 21 april 1888                      | O (Conservatief- Liberaal) |
|                                                   |                                                  | W.J.L. Grobbée (1922–1907)                                       | Minister               | Financiën                        | 23 april 1883 – 5 mei 1885 (afgetreden)              | O (Conservatief)           |
|                                                   | J.C. (Jacobus) Bloem                             | J.C. (Jacobus) Bloem (1822–1902)                                 | Minister               | Financiën                        | 5 mei 1885 – 21 april 1888                           | O (Conservatief)           |
|                                                   | M.W. (Marc Willem) baron du Tour van Bellinchave | mr. M.W. (Marc Willem) baron du Tour van Bellinchave (1835–1908) | Minister               | Justitie                         | 23 april 1883 – 21 april 1888                        | O (Conservatief)           |
|                                                   |                                                  | J.G. (Grégoire) van den Bergh (1824–1890)                        | Minister               | Waterstaat, Handel en Nijverheid | 23 april 1883 – 10 juni 1887 (afgetreden)            | RK (Conservatief)          |
|                                                   | F.C. Tromp                                       | F.C. Tromp (1828–1900)                                           | Minister               | Waterstaat, Handel en Nijverheid | 10 juni 1887 – 11 juli 1887 (waarnemend)             | O (Conservatief- Liberaal) |
|                                                   |                                                  | J.N. Bastert (1826–1902)                                         | Minister               | Waterstaat, Handel en Nijverheid | 11 juli 1887 – 21 april 1888                         | O (Conservatief- Liberaal) |
|                                                   | A.W.Ph. Weitzel                                  | generaal-majoor A.W.Ph. Weitzel (1816–1896)                      | Minister               | Oorlog                           | 23 april 1883 – 21 april 1888                        | O (Conservatief- Liberaal) |
|                                                   | F.L. Geerling                                    | viceadmiraal F.L. Geerling (1815–1894)                           | Minister               | Marine                           | 23 april 1883 – 19 april 1884 (afgetreden)           | O (Conservatief)           |
|                                                   |                                                  | W.F. van Erp Taalman Kip (1824–1905)                             | Minister               | Marine                           | 19 april 1884 – 5 augustus 1885 (afgetreden)         | O                          |
|                                                   |                                                  | schout-bij-nacht W.L.A. Gericke (1836–1914)                      | Minister               | Marine                           | 5 augustus 1885 – 26 januari 1887 (afgetreden)       | O (Conservatief)           |
|                                                   | F.C. Tromp                                       | F.C. Tromp (1828–1900)                                           | Minister               | Marine                           | 26 januari 1887 – 21 april 1888                      | O (Conservatief- Liberaal) |
|                                                   |                                                  | F.G. van Bloemen Waanders (1825–1892)                            | Minister               | Koloniën                         | 23 april 1883 – 25 november 1883 (afgetreden)        | O (Conservatief)           |
|                                                   | A.W.Ph. Weitzel                                  | generaal-majoor A.W.Ph. Weitzel (1816–1896)                      | Minister               | Koloniën                         | 25 november 1883 – 27 februari 1884 (waarnemend)     | O (Conservatief- Liberaal) |
|                                                   | J.P. Sprenger van Eyk                            | mr. J.P. Sprenger van Eyk (1842–1907)                            | Minister               | Koloniën                         | 27 februari 1884 – 21 april 1888                     | O (Conservatief- Liberaal) |
| Bron: Kabinet-Heemskerk Azn. Parlement & Politiek |                                                  |                                                                  |                        |                                  |                                                      |                            |

## Mutaties
Al kort na het aantreden van het kabinet werd de conservatieve minister Van Bloemen Waanders van Koloniën door de Tweede Kamer gedwongen af te treden.
In 1885 nam minister Grobbée ontslag, vanwege grote tegenstand tegen zijn belastingvoorstellen.
Het kabinet telde liefst vier opeenvolgende ministers van Marine. Twee daarvan, Geerling en Gericke, zagen plannen tot vlootuitbreiding door de Tweede Kamer afgewezen worden. Minister Van Erp Taalman Kip vertrok vanwege zijn gezondheid. Ook de ministers van Buitenlandse Zaken en van Waterstaat, Handel en Nijverheid namen om die reden ontslag. Van het oorspronkelijke acht ministers tellende kabinet zaten slechts drie de gehele periode van vijf jaar uit.
Schimmelpenninck ·
De Kempenaer-Donker Curtius ·
Thorbecke I ·
Van Hall-Donker Curtius ·
Van der Brugghen ·
Rochussen ·
Van Hall-Van Heemstra ·
Van Zuylen van Nijevelt-Van Heemstra ·
Thorbecke II ·
Fransen van de Putte ·
Van Zuylen van Nijevelt ·
Van Bosse-Fock ·
Thorbecke III ·
De Vries-Fransen van de Putte ·
Heemskerk-Van Lynden van Sandenburg ·
Kappeyne van de Coppello ·
Van Lynden van Sandenburg ·
Heemskerk Azn. ·
Mackay ·
Van Tienhoven ·
Röell ·
Pierson ·
Kuyper ·
De Meester ·
Heemskerk ·
Cort van der Linden ·
Ruijs de Beerenbrouck I ·
Ruijs de Beerenbrouck II ·
Colijn I ·
De Geer I ·
Ruijs de Beerenbrouck III ·
Colijn II ·
Colijn III ·
Colijn IV ·
Colijn V ·
De Geer II ·
Gerbrandy I ·
Gerbrandy II ·
Gerbrandy III ·
Schermerhorn-Drees ·
Beel I ·
Drees-Van Schaik ·
Drees I ·
Drees II ·
Drees III ·
Beel II* ·
De Quay ·
Marijnen ·
Cals ·
Zijlstra* ·
De Jong ·
Biesheuvel I ·
Biesheuvel II* ·
Den Uyl ·
Van Agt I ·
Van Agt II ·
Van Agt III* ·
Lubbers I ·
Lubbers II ·
Lubbers III ·
Kok I ·
Kok II ·
Balkenende I ·
Balkenende II ·
Balkenende III* · 
Balkenende IV ·
Rutte I ·
Rutte II · 
Rutte III ·
Rutte IV ·  
Schoof

* rompkabinet
1. ↑  Uitspraak Hoge Raad uit 1883 gepubliceerd over verzoek Aletta Jacobs om ook stemrecht aan ongehuwde vrouw te verlenen. Hoge Raad. Geraadpleegd op 16 maart 2024.